# Tvrđava Udbina
Tvrđava Udbina je bila srednjovjekovna tvrđava u Hrvatskoj. Danas je ruševina na arheološkom lokalitetu Gradini.
Sagrađena je na nedaleko od stare župne utvrde kaštela Krbave. Stari kaštel se nalazio na nepovoljnom obrambenom položaju, a sve češći upadi osmanske vojske i vlaških martoloza na ovaj prostor, prisililo je zapovjednike na odluku o napuštanju. Kad je Krbavska biskupija preseljena odavde u sigurniji Modruš, stari je kaštel je napušten i dva kilometra sjevernije od starog kaštela sagrađena je ova utvrda i naselje, današnja Udbina.
Nova utvrda napravljena je na povišenom, stjenovitom i lako branjivom položaju s kojeg se mogao kontrolirati prolaz Krbavskim poljem kojim su početkom 15. st. Turci znali prolaziti i ići u pljačku, te se istim putem vračali natrag u Bosnu. a dosadašnji nalaze svjedoče o životu ovog hrvatskog naselja u doba koje je prethodilo turskoj dominaciji. Od 1791. godine zapuštena se utvrda polako pretvara u ruševinu.
Od crkve je danas ostao sjeverni zid, donji dio kružne kule, ulazna vrata i dr. Arheološki i restauratorski radovi su u tijeku.

## Vanjske poveznice
- Hrvatski martirologij Mjesta značajna za projekt izgradnje Crkve hrvatskih mučenika na Udbini